# Отношения Камеруна и Экваториальной Гвинеи
Отношения Камеруна и Экваториальной Гвинеи — двусторонние дипломатические отношения между Камеруном и Экваториальной Гвинеей. Протяжённость государственной границы между странами составляет 183 км.

## История
В 2002 году Международный суд ООН вынес решение о равностороннем урегулировании морской границы Камерун-Экваториальная Гвинея-Нигерия в Гвинейском заливе, но спор между Экваториальной Гвинеей и Камеруном по поводу острова в устье реки Нтем и неточно определенных морских координат в Международном суде не был разрешен, рассмотрение дела об окончательном определении границ между странами было отложено. 
В 2019 году власти Экваториальной Гвинеи заявили о планах строительства стены на границе с Камеруном для пресечения нелегальной иммиграции из этой страны, что вызвало резко негативную реакцию у Камеруна. По словам камерунских официальных лиц строительство стены со стороны границы Экваториальной Гвинеи идёт в разрез с политикой Экономического сообщества стран Центральной Африки, членами которого являются обе страны. 
В июне 2020 года официальные представители Камеруна и Экваториальной Гвинеи начали вести переговоры по демаркации государственной границы; переговоры проходили на фоне осложнения отношений из-за строительства пограничной стены со стороны Экваториальной Гвинеи и стычек вооружённых сил обоих государств, в результате которых солдаты получили ранения. 21 июля 2020 года было подписано соглашение о сотрудничестве, обороне и безопасности между государствами, что положило конец пограничному конфликту.

## Дипломатические миссии
- Камерун имеет посольство в Малабо[11].
- Экваториальная Гвинея содержит посольство в Яунде[12].